# قندهار (فیلم ۲۰۲۳)
قندهار (به انگلیسی: Kandahar) یک فیلم اکشن آمریکایی محصول ۲۰۲۳ به کارگردانی ریک رومن وو و تهیه‌کنندگی جرارد باتلر است که در کنار علی فضل نیز در این فیلم بازی می‌کند.
این فیلم در ۲۶ مهٔ ۲۰۲۳ توسط اوپن رود فیلمز به صورت سینمایی منتشر شد. این فیلم نقدهای متفاوتی از منتقدان دریافت کرد.

## داستان
تام هریس، یک مأمور مخفی سیا، در اعماق قلمروی متخاصم در افغانستان گیر افتاده‌است. او باید در کنار مترجم افغان خود، راه خود را به یک نقطهٔ استخراج در قندهار پیدا کند و در عین حال از نیروهای ویژهٔ نخبه که وظیفه شکار آنها را دارند اجتناب کند.

## بازیگران
- جرارد باتلر در نقش تام هریس
- اولیویا -می برت در نقش ایدا هرس
- ربکا کالدر در نقش کورین هریس
- علی فضل
- نوید نگهبان
- الناز نوروزی[۲]
- نینا توسن وایت
- بهادر فولادی در نقش فرزاد اسدی
- تراویس فیمل[۳]

## تولید
در ژوئن ۲۰۲۰، اعلام شد که جرارد باتلر در فیلم اکشن قندهار بازی خواهد کرد که توسط ریک رومن وو، کارگردان فیلم انجل سقوط کرده‌است، از فیلمنامه‌ای که او با میچل لافورچون، افسر سابق اطلاعات نظامی نوشته بود، توسط تاندر رود فیلمز تولید خواهد شد. تاندر رود در سال ۲۰۱۶ فیلمنامه اصلی را از لافورچون دریافت کرد که بر پایهٔ تجربیات لافورچون در آژانس اطلاعات دفاعی در افغانستان در زمان افشای اطلاعات ادوارد اسنودن است.
علی فضل و نوید نگهبان در دسامبر ۲۰۲۱ به بازیگران پیوستند و فیلمبرداری آن از ۲ دسامبر ۲۰۲۱ در عربستان سعودی آغاز شد و اولین فیلم پرهزینهٔ ایالات متحده بود که در منطقهٔ العلا در مدینه فیلمبرداری شد. نینا توسن وایت و بهادر فولادی اواخر همان ماه به بازیگران پیوستند. فیلمبرداری در ژانویه ۲۰۲۲ به پایان رسید.

## انتشار
در سپتامبر ۲۰۲۲، اوپن رود فیلمز حقوق پخش فیلم در ایالات متحده را در یک قرارداد هشت رقمی به دست آورد. در ژانویه ۲۰۲۳، اعلام شد که این فیلم در ۲۶ مهٔ ۲۰۲۳ در سینماها اکران خواهد شد.